# Ayguetinte
Ayguetinte település Franciaországban, Gers megyében. Lakosainak száma 157 fő (2022. január 1.). Ayguetinte Beaucaire, Castéra-Verduzan, Larroque-Saint-Sernin, Saint-Puy és Valence-sur-Baïse községekkel határos.

## Népesség
A település népességének változása:
| Lakosok száma | 199  | 172  | 162  | 175  | 173  | 162  | 161  | 162  | 159  | 157  |
|               | 1968 | 1982 | 1990 | 2006 | 2013 | 2015 | 2017 | 2019 | 2020 | 2022 |